# 梅琴基
50°18′52″N 32°27′48″E / 50.31444°N 32.46333°E
梅琴基（烏克蘭語：Меченки），是烏克蘭中部的村莊，隸屬波爾塔瓦州的盧布尼區。該村距離列利亞基和克伊巴利夫卡1公里，始建於1912年，面積0.69平方公里，海拔高度104米，2001年人口86。